# Pansargryning
Pansargryning är den svenska industrimetalgruppen Raubtiers fjärde studioalbum. Musikalbumet gavs ut den 5 februari 2014. Singlar från albumet är "Qaqortoq", "Skjut, Gräv, Tig", "Innan Löven Faller" och "Panzarmarsch".

## Låtlista
1. Dieselrök (3:18)
2. Jaga hårt (3:15)
3. Panzarmarsch (3:32)
4. Från min kalla döda hand (3:26)
5. Raptor (3:06)
6. Flugornas Herre (3:18)
7. Leviatan  (3:49)
8. Qaqortoq (3:52)
9. Bränder (3:12)
10. Opus Magni (3:32)
11. Skjut, Gräv, Tig (2:46)
12. Innan löven faller (4:09)